# Palais des Sports Léopold-Drolet
Der Palais des Sports Léopold-Drolet ist eine Mehrzweckhalle in der kanadischen Stadt Sherbrooke, Provinz Québec.

## Geschichte
Der Palais des Sports Léopold-Drolet wurde 1965 eröffnet und bietet bei Eishockeyspielen 4.321 Zuschauern Sitzplätze (maximal 5.332 Plätze). Das Junioren-Eishockeyteam der Phoenix de Sherbrooke trägt seit 2012 dort seine Heimspiele in der QMJHL aus. Zuvor waren die Saint-François de Sherbrooke, Castors de Sherbrooke, Faucons de Sherbrooke und die Canadiens de Sherbrooke in der Spielstätte beheimatet.
Bei den Olympischen Spielen 1976 in Montreal wurden vier Partien der Frauen und fünf Spiele der Herren der Handballturniere in der Halle in Sherbrooke ausgetragen. 2006 war der Palais des Sports der Spielort der U-18-Handball-Weltmeisterschaft der Frauen.
Im Juni 2011 genehmigte der Gemeinderat der Stadt Sherbrooke eine Vereinbarung mit einer Investorengruppe, angeführt von Jocelyn Thibault, für die Renovierung der Sportarena für das neue Team der Phoenix de Sherbrooke in Höhe von mehr als vier Mio. CAD. Gleichzeitig wurde ein Vertrag über die Vermietung über 15 Jahren für eine Eishockeymannschaft der QMJHL abgeschlossen. Im August 2012 konnte die Halle nach den Arbeiten neu eröffnet werden.